# مقترح كاليفورنيا رقم 7

## مقترح كاليفورنيا السابع
كان الاقتراح رقم 7، إقتراحاً للإقتراع في كاليفورنيا في الانتخابات العامة لتلك الولاية في 6 نوفبمر 2018 .
كانت نتيجة التصويت 60% نعم و 40% لا.
يسمح الاقتراح للهيئة التشريعية لولاية كاليفورنيا بتغيير أوقات وتواريخ الفترة الزمنية للتوقيت الصيفي بأغلبية الثلثين، وكل ذلك مع الامتثال للقانون الفيدرالي.
من أجل أن تمتلك الولاية مثل هذه السلطات، يجب إلغاء الاقتراح رقم 12 (1949)، والذي حدد التوقيت الصيفي في كاليفورنيا، والذي لا يمكن إلغاءه إلا من قبل الناخبين.
منذ إعتماد الاقتراح رقم 7، قدم عضو مجلس ولاية كاليفورنيا كانسين تشو مشروع قانون الجمعية رقم 7 «للقضاء على تغيير الساعة الذي يتم مرة كل سنتين في كاليفورنيا وإبقاء الولاية على التوقيت الصيفي على مدار العام، ولكنه بانتظار الحصول  على إذن فيدرالي».

## ملخص بطاقة الاقتراع
ملخص وزير خارجية كاليفورنيا من الدليل الرسمي لمعلومات الناخبين للمقترح رقم 7 هو كما يلي:
ضوء النهار في كاليفورنيا يؤكد على توفير الوقت للقانون الفيدرالي.
يسمح للتشريع بتغيير ضوء النهار لتوفير الوقت.
القانون التشريعي، تمنح السلطة التشريعية القدرة على تغيير فترة التوقيت الصيفي بأغلبية ثلثي الأصوات، إذا كانت التغييرات متوافقة مع القانون الفيدرالي.
التأثير المالي: هذا الإجراء ليس له تأثير مالي مباشر لأن التغييرات في التوقيت الصيفي تعتمد على الإجراءات المستقبلية من قبل الهيئة التشريعية وربما الحكومة الفيدرالية.

## الأنصار
لوس أنجلوس تايمز
سان دييجو يونيون تريبيون
Ventura County Star

## الخصوم
بيكرسفيلد كاليفورنيا
مارين جريدة مستقلة
سان فرانسيسكو كرونيكل
ذي ميركوري نيوز
مونتيري هيرالد الصحافة-الديمقراطية
ساكرامنتو بي
سان لويس أوبيسبو تريبيون

## نتائج الانتخابات
| الأقتراح رقم 7 |            |                 |
| %              | الأصوات    | خيار            |
| 59.75          | 7,167,315  | نعم             |
| 40.25          | 4,828,564  | لا              |
| 100            | 11,998,579 | الأصوات الصالحة |
| 100.00         | 11,998,579 | مجموع الأصوات   |